# San Juan Bautista Cacalote
San Juan Bautista Cacalote es una localidad del estado mexicano de Guanajuato. Es parte del municipio de Tarimoro.

## Toponimia
El nombre «San Juan Bautista» hace referencia al santo patrono de la localidad: Juan el Bautista. El nombre «Cacalote» proviene del término en náhuatl cacalotl. Su significado es «cuervo».

## Demografía
| Gráfica de evolución demográfica |
|                                  |

| Censo | Población |
| ----- | --------- |
| 1900  | 524       |
| 1910  | 430       |
| 1921  | 405       |
| 1930  | 211       |
| 1940  | 466       |
| 1950  | 542       |
| 1960  | 499       |
| 1970  | 798       |
| 1980  | 1 020     |
| 1990  | 1 402     |
| 2000  | 1 243     |
| 2010  | 1 241     |
| 2020  | 1 325     |